# Columbus (Ohio)
Columbus (AFI: /kəˈlʌmbəs/) è un comune (city) degli Stati Uniti d'America che si trova tra le contee di Franklin (della quale è capoluogo), Delaware, e Fairfield, ed è la capitale dello Stato dell'Ohio. La popolazione era di 892 533 abitanti nel 2018, il che la rende la città più popolosa dello stato e la 14ª città più popolosa della nazione, nonché la seconda città con più abitanti del Midwest dopo Chicago. È la principale città dell'area metropolitana di Columbus. Gli abitanti di Columbus vengono chiamati Columbusite.

## Geografia fisica
Secondo lo United States Census Bureau, ha un'area totale di 223,11 miglia quadrate (577,85 km²).

## Storia
La città fu fondata il 14 febbraio 1812 alla confluenza dei fiumi Scioto e Olentangy, e ha assunto le funzioni di capitale dello stato nel 1816. Prende questo nome in onore di Cristoforo Colombo (Christopher Columbus in inglese).

## Società

### Evoluzione demografica
Secondo il censimento del 2010, c'erano 787 033 abitanti.
Secondo gli ultimi dati ufficiali del 2018, Columbus ha una popolazione di 892 533 persone.

### Etnie e minoranze straniere
Secondo il censimento del 2010, la composizione etnica della città era formata dal 61,5% di bianchi, il 28,0% di afroamericani, lo 0,3% di nativi americani, il 4,1% di asiatici, lo 0,1% di oceaniani, il 2,9% di altre etnie, e il 3,3% di due o più etnie. Ispanici o latinos di qualsiasi nazionalità erano il 5,6% della popolazione.

## Infrastrutture e trasporti
La città è servita dall'Aeroporto Internazionale John Glenn Columbus.

## Amministrazione

### Gemellaggi
- Genova, dal 1955
- Tainan, dal 1980
- Hefei, dal 1988
- Odense, dal 1988
- Siviglia, dal 1988
- Dresda, dal 1992
- Herzliya, dal 1996
- Niš, dal 2000
- Ahmedabad, dal 2008
- Curitiba, dal 2014
- Accra, dal 2015

Nel 1955, la città di Genova fu la prima a stabilire relazioni amichevoli con Columbus. Per commemorare l'evento, il popolo di Genova donò a Columbus una grande statua del navigatore Cristoforo Colombo, che fu posta davanti al municipio di Columbus. La statua venne rimossa a seguito delle proteste per la morte di George Floyd. 

## Sport
Columbus è rappresentata nei vari sport da:
- Columbus Blue Jackets, formazione della National Hockey League
- Columbus Crew, formazione di calcio della Major League Soccer
- Ohio State Buckeyes, formazione di football americano dell'università di Stato dell'Ohio militante in campionato NCAA
- Ohio Aviators, club di rugby a 15 militante in PRO Rugby